# Ромишевский, Игорь Анатольевич
И́горь Анато́льевич Ромише́вский (25 марта 1940, Жуковский, Московская область — 28 сентября 2013, Москва) — советский хоккеист, защитник. Заслуженный мастер спорта СССР (1968).

## Биография
Выступал в 1960—1962 годах за СКА (Куйбышев), в 1962—1972 за ЦСКА (Москва). Играл защитником в традиционной расстановке и полузащитником в паре с Анатолием Ионовым в так называемой «системе» А. В. Тарасова (защитник — два полузащитника — два нападающих). Отличался редкой самоотверженностью, одним из первых в советском хоккее стал регулярно применять приём шайбы «на себя», блокируя броски соперника корпусом.
Член КПСС с 1968 года.
Окончил Московский лесотехнический институт (1969), специальность — электросчётная техника. Кандидат технических наук (1974).
В 1974—1979 годах заведовал кафедрой физического воспитания и спорта Московского физико-технического института. Председатель Президиума Федерации хоккея РСФСР (1975—1979).
В 1979—1981 годах — старший тренер ленинградского СКА. Одно из первых решений — вывод из состава команды экс-игрока сборной СССР Вячеслава Солодухина.
В 1984—1990 годах — старший тренер СКА (Новосибирск).
С 1995 года — вице-президент, с декабря 2006 — президент клуба «Золотая шайба».
В 2007 году за организацию турнира «Золотая шайба» в городе Вельске (Архангельская область) присвоено звание Почётного гражданина города Вельска.
Скончался 28 сентября 2013 года, спустя 30 дней после операции на сердце. Похоронен на восьмом участке Троекуровского кладбища в Москве.

## Награды
- орден Почёта (26 декабря 2011) - за большой вклад в развитие физической культуры и многолетнюю добросовестную работу[11]
- орден Дружбы (20 декабря 1996)
- 2 ордена «Знак Почёта» (30 мая 1969; 3 марта 1972)
- медали

## Достижения
- Олимпийский чемпион (2) — 1968, 1972.
- Чемпион мира (4) — 1968-1971.
- Серебряный призёр ЧМ — 1972.
- Чемпион Европы (3) — 1968-1970.
- Серебряный призёр ЧЕ (2) — 1971, 1972
  - На ЧМ и ЗОИ сыграл 43 матча, забросил 2 шайбы.
- Чемпион СССР (9) — 1961, 1963-1966, 1968, 1970-1972
- Серебряный призёр чемпионатов СССР (2) — 1967, 1969
- Бронзовый призёр чемпионата СССР — 1962. 
  - В чемпионатах СССР сыграл 350 матчей, забросил 50 шайб.
- Обладатель Кубка СССР (4) — 1966-1969.